# Ариг-буга
Ариг-буга Хан (Erik Böge, Ariq Böke, монг. Аригбөх; нар. після 1291 — пом. 1266) — наймолодший брат Мунке, Хубілая та Хулагу, син Толуя та Соркактані, онук Чингісхана.
Вибраний курултаєм Великим Монгольським ханом у 1260 році після того як Хубілай оголосив себе правителем Китаю. Однак мав на своєму боці лише частину монгольської верхівки — Берке-Хана та дядька Угедея — Кайду. Почалася громадянська війна не принесла успіху жодній із партій. Атакований Каданом сином Угедея Ариг-буга двічі втрачав Каракорум. Дуже ослаблений, він пішов в останній бій проти Хубілая на півночі Китаю, однак програв і потрапив у полон. Його союзників стратили, а сам він помер через два роки.